# Christian Charret
Christian Charret est un producteur français directeur de la société de production cinématographique GTV-Gétévé.

## Décoration
- Chevalier de l'ordre des Arts et des Lettres (1987)[1]

## Filmographie

### comme Producteur

#### Cinéma
- 1988 : Cinq Jours en juin de Michel Legrand
- 1988 : Les Deux Fragonard de Philippe Le Guay
- 1989 : Bandini (Wait Until Spring, Bandini) de Dominique Deruddere.
- 1990 : Dames galantes
- 1992 : La Peste
- 1992 : L'Atlantide de Bob Swaim
- 2000 : Paria de Nicolas Klotz
- 2002 : Les Chemins de l'oued de Gaël Morel
- 2002 : Toutes les filles sont folles de Pascale Pouzadoux
- 2003 : Chut !
- 2003 : Chambre N 13
- 2004 : les Couilles de mon chat de Didier Bénureau

#### Télévision
- 1992 : Interdit d'amour de Catherine Corsini
- 1992 : Highlander
- 1995 : La Rivière Espérance de Josée Dayan
- 1995 : Une femme dans mon cœur de Gérard Marx
- 1996 : Une fille à papa
- 1998 : Denis de Catherine Corsini
- 1998 : L'Immortelle
- 1999 : Premier de cordée de Pierre-Antoine Hiroz et Edouard Niermans
- 2001 : Central Nuit
- 2002 : La Torpille de Luc Boland
- 2003 : L'Affaire Dominici de Pierre Boutron
- 2003 : Petits Mythes urbains
- 2005 : Les Courriers de la mort de Philomène Esposito